# Durio bukitrayaensis
Durio bukitrayaensis är en malvaväxtart som beskrevs av A.J.G.H. Kostermans. Durio bukitrayaensis ingår i släktet Durio och familjen malvaväxter. Inga underarter finns listade i Catalogue of Life.